# DeKuyper
DeKuyper (читается ДеКёйпер) — нидерландская компания по производству ликёров и других крепких алкогольных напитков.

## История
Компания была основана в 1695 году Петрусом Де Кёйпером как бочарное производство (сама фамилия или прозвище Кёйпер по-голландски означает бочар или бондарь). Эти бочки использовались для перевозки спиртных напитков и пива. К 1752 году семье принадлежал винокуренный завод в Схидаме, который в то время был ведущим центром по производству голландского джина — женевера. В 19 веке компания расширила свой бизнес и экспорт женевера в другие страны континентальной Европы, Великобританию и Канаду. В 1911 году в Схидаме был построен новый ликёро-водочный завод, после чего началось производство ликёра. Список вкусов ликёров постепенно расширялся, были установлены партнерские отношения с винокурнями в Канаде (1932) и Соединенных Штатах (1934). К 1960-м годам производство ликёров обогнало производство женевера, так как вкусы публики изменились, а реклама ликёров для использования в коктейлях вызвала всплеск продаж.
В 1966 году компания DeKuyper продала право производить и продавать свои бренды в США компании «Jim Beam Brands». Американские потребители знают этот бренд как «John DeKuyper & Son», под которым продаётся ликёр трипл сек и другие напитки, в основном ликёры и шнапсы, для использования в коктейлях. 
В 1995 году, по случаю своего 300-летия, компания DeKuyper получила титул «Koninklijk» (Королевский) от королевы Нидерландов Беатрикс, которое было затем добавлено к названию компании (новое международное название: «De Kuyper Royal Distillers»; голландское — «Koninklijke De Kuyper»). В том же году  другая крупная нидерландская ликёрная компания — «Erven Warnink», знаменитая своим ликёром «Адвокат», была поглощена компанией «De Kuyper». Позже были куплены компании «Mandarine Napoléon» (бельгийская; 2009) и Rutte (2011, голландская).
На сегодняшний день (2021) компания DeKuyper выпускает широкий ассортимент ликёров: амаретто, крем де кассис, кюрасао (оранжевый и синий — блю кюрасао) банановый, кофейный и так далее; а также шнапс, киршвассер и готовые алкогольные коктейли.

## Галерея

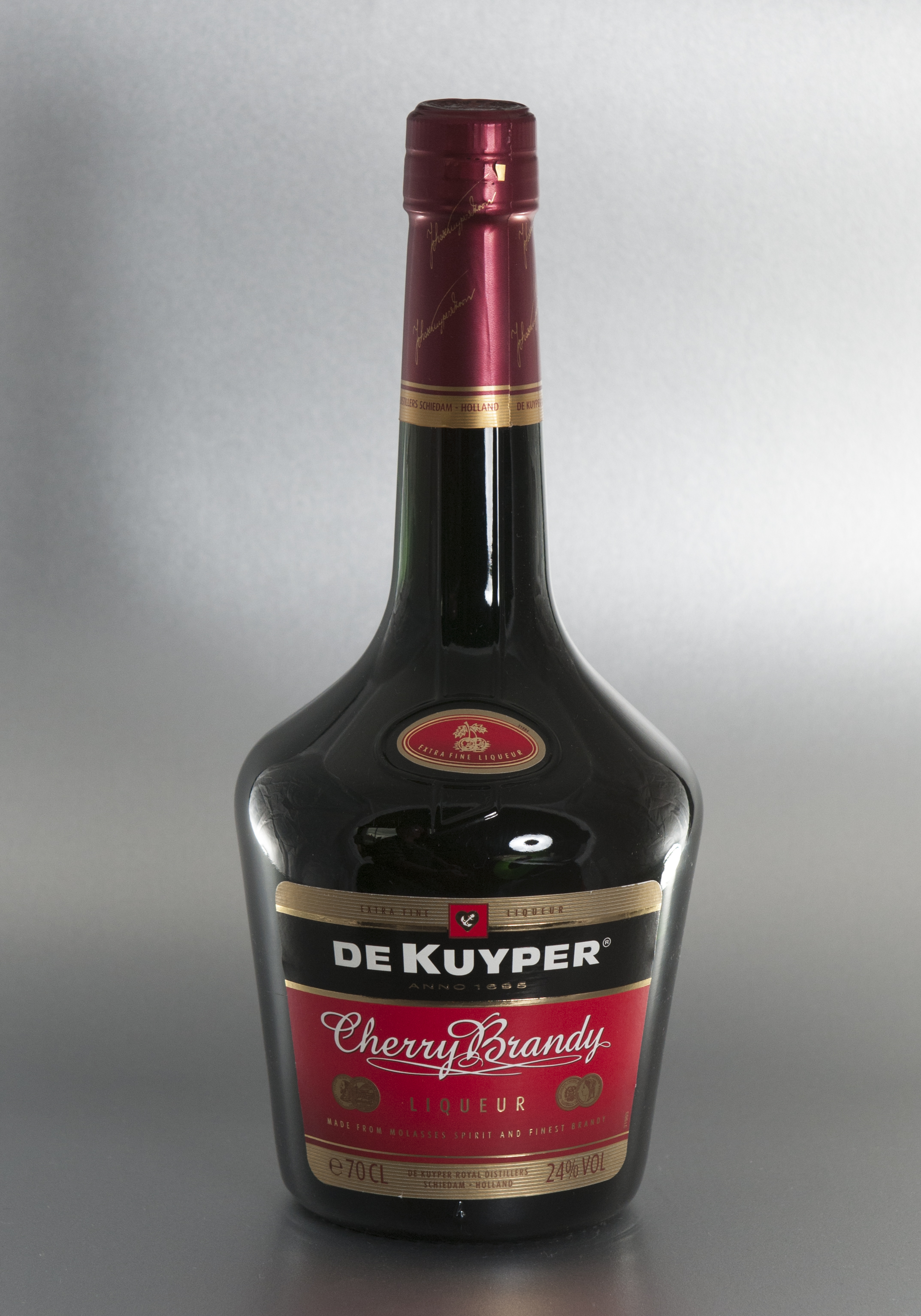
Черри бренди
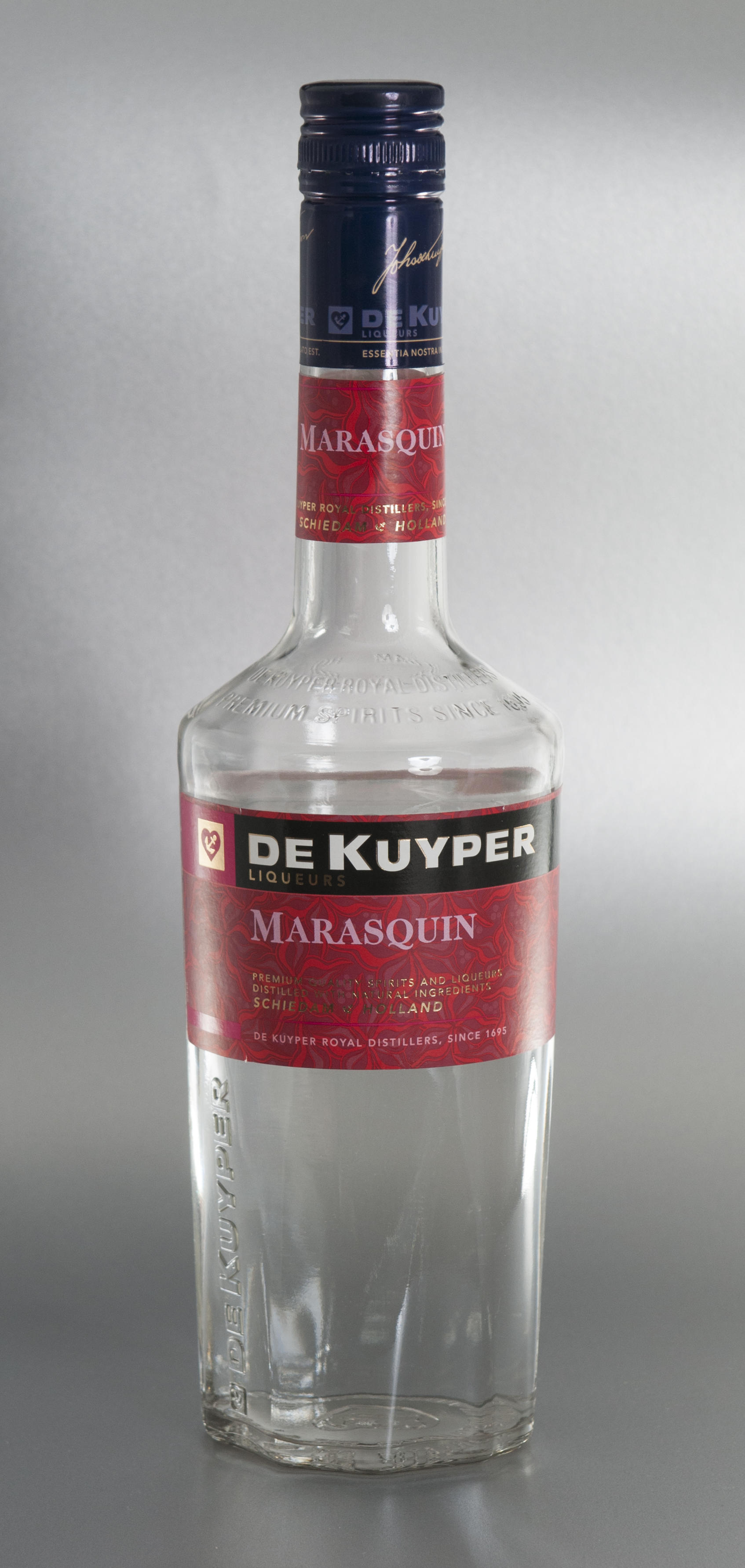
Мараскин
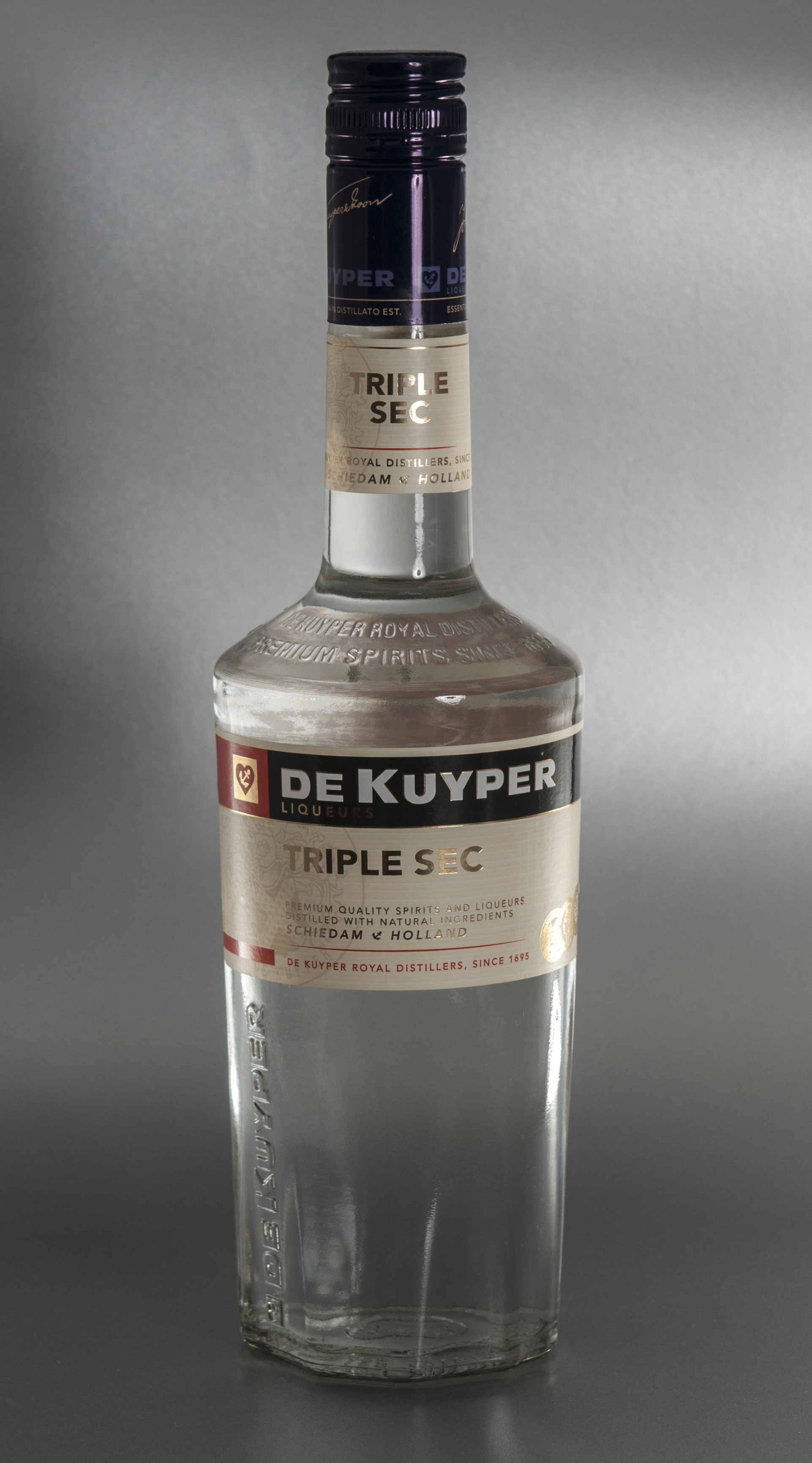
Трипл сек
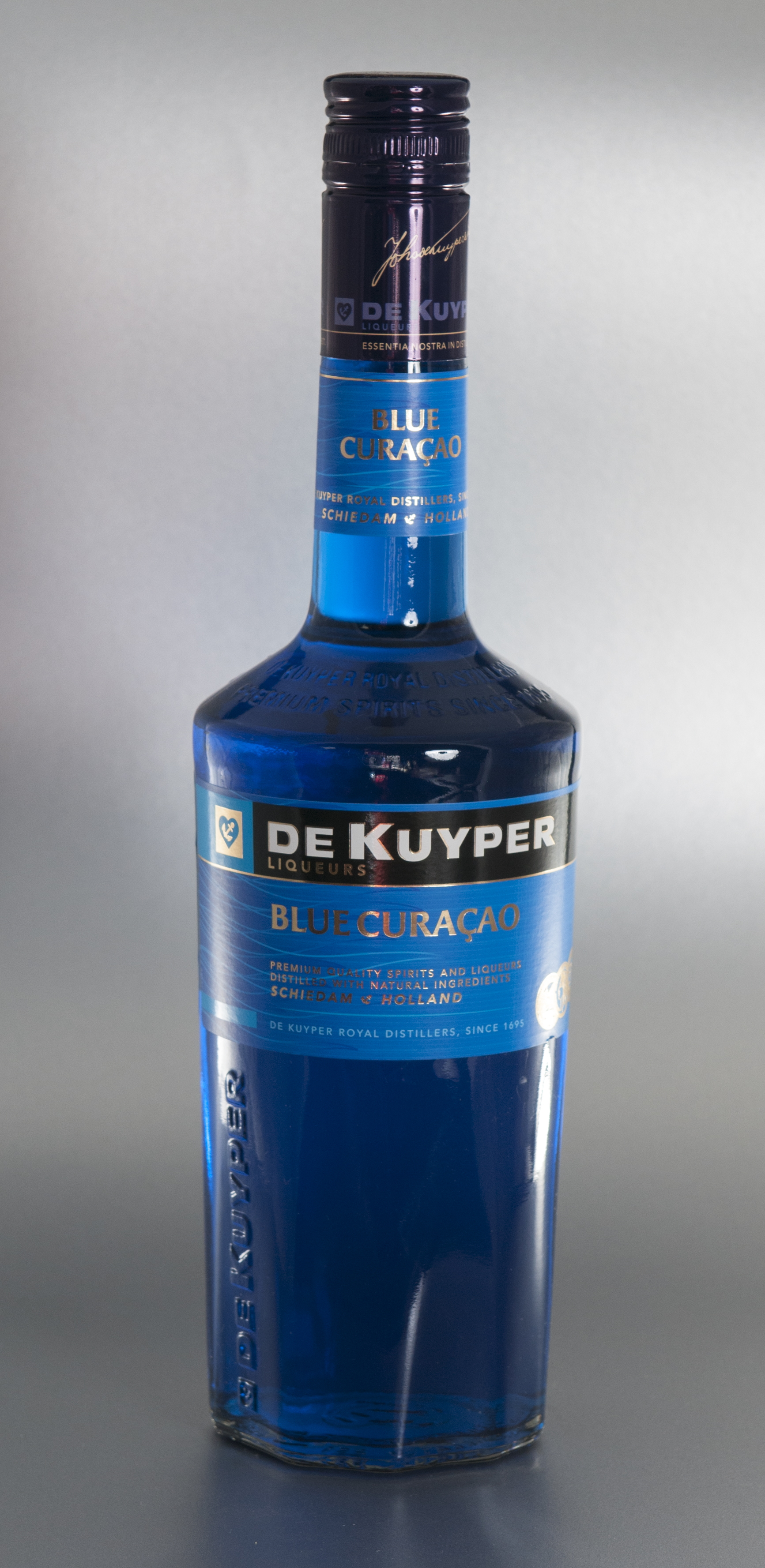
Блю Кюрасо